# Dar al-Islam
Dar al-Islam, دارالإسلام Er det område som Umma hersker over. På dansk: ”Islams hus”.
Dvs. det land, som er underlagt islamiske love, og hvor sikkerheden opretholdes ved islam, dvs. ved muslimernes autoritet og beskyttelse indadtil og udadtil, selv hvis størstedelen af befolkningen ikke er muslimer.
Dar al-Islam kan ikke føres tilbage til et skriftsted i Koranen eller Sunna. Begrebet er dannet af retslærde.
Områder der ikke er kontrolleret af Umma, betegnes som Dar al-Ahd (Land der er aftale med) eller Dar al-Harb. (Krigens hus).
Af politiske og ideologiske årsager kaldes Dar al-Islam også Dar al-Salam (Fredens Hus). Indbyggerne i Dar al-Islam er enten muslimer eller Dhimmis, der er beskyttet af Umma, men med færre rettigheder. Ikke muslimer fra Dar al-Hab skal indgå en tidsbestemt beskyttelsestraktat (Aman) når de ankommer til Dar al-Islam, sker det ikke betegnes de som Harbis og har ingen rettigheder.